# Salomonseilanden
De Salomonseilanden (ook Solomoneilanden genaamd, Engels: Solomon Islands) zijn een eilandengroep in het westelijk deel van de Grote of Stille Oceaan ten oosten van Nieuw-Guinea die sinds 1978 een onafhankelijke staat vormen.

## Geografie
De eilandengroep bestaat uit zes grote eilanden in twee rijen (Choiseul, Santa Isabel, Malaita, New Georgia, Guadalcanal en Makira) en bijna duizend kleine eilandjes. Een zevende eiland, Bougainville behoort geografisch gezien ook tot de Salomonseilanden, maar is staatkundig een deel van Papoea-Nieuw-Guinea.
De eilanden zijn als Commonwealth Realm lid van het (Britse) Gemenebest van Naties. De oppervlakte van de eilanden samen bedraagt 28.896 km² en er wonen 685.097 (2020) mensen. De hoofdstad Honiara ligt op het eiland Guadalcanal en telt ongeveer 40.000 inwoners.
Op de Salomonseilanden worden ruim 70 talen gesproken. De nationale taal is de Melanesische variant van het Engels, een (pidgin-taal). Ook al waren de Salomonseilanden een Brits protectoraat, het Engels is men hier over het algemeen niet machtig.
De bevolking leeft vooral van landbouw, visserij en bosbouw. Veel producten, onder meer benzine, moeten worden geïmporteerd. De eilanden zijn rijk aan mineralen, waaronder lood, zink, nikkel en goud.

## Geschiedenis en politiek
Waarschijnlijk arriveerden de eerste bewoners omstreeks 30.000 jaar v Chr. Latere kolonisten (omstreeks 4000 jaar v Chr.) introduceerden nieuwe vormen van cultuur, waaronder de uitleggerkano. 
Tussen 1200 en 800 voor Christus arriveerden de voorouders van de Polynesiërs, het Lapitavolk van de Bismarck Archipel, met hun bijzondere keramiek.
In 1568 zette de Spanjaard Alvaro de Mendaña de Neira voet aan wal. Hij vertrok vanuit Peru en was op zoek naar het legendarische Ophir, waar Salomo zijn goud vandaan haalde, en gaf de eilanden daarom hun huidige naam. In augustus 1568 ging hij terug naar Peru. In de 19e eeuw volgden andere Europeanen, vrijwel allen handelaren (waaronder slavenhandelaren) en missionarissen. Een deel van de bevolking heeft blond haar, maar dit kenmerk staat los van de Europese kolonisatie.
Het Britse protectoraat (de Britse Salomonseilanden) dateert van 1893, toen het Verenigd Koninkrijk zich de eilanden toe-eigende. In de Tweede Wereldoorlog, tijdens de Slag om de Salomonseilanden, is er hevig gevochten op en rond de eilanden, waarbij aan beide zijden vele schepen en vliegtuigen verloren zijn gegaan. In juli 1942 landden de Japanners op het eiland Guadalcanal, waarna een bittere strijd van zes maanden met de Verenigde Staten volgde. Meer dan 24.000 soldaten kwamen om en de Japanners moesten zich noordwaarts terugtrekken.
Zelfbestuur kregen de eilanden in 1976, de onafhankelijkheid volgde in 1978. Vanaf 1998 begon een burgeroorlog, waarbij de mensenrechten onder druk stonden. In december 2001 werden parlementsverkiezingen gehouden als onderdeel van een vredesproces. Allan Kemakeza werd de nieuwe premier, hoewel hij kort tevoren op verdenking van verduistering van staatsgelden uit het ambt van regeringschef was gezet. De datum voor inlevering van wapens door de verscheidene milities, oorspronkelijk gepland in 2000, is meermalen verschoven.
Eind 2001 was het land failliet. De buitenlandse schulden werden niet meer betaald, noch de lonen van de ambtenaren. Sindsdien is het land afhankelijk van buitenlandse ontwikkelingshulp. Veelbesproken zijn de donaties van onder andere Taiwan, dat hiervoor in ruil tot 2019 diplomatieke erkenning ontving; daarna volgde voorzichtige politieke toenadering tot de Chinese Volksrepubliek. Door buitenlandse hulp is de economische en de veiligheidssituatie aanzienlijk verbeterd. Het toerisme, alhoewel voorbehouden aan avontuurlijke reizigers, begint een steeds grotere economische rol te spelen.
In 2007 werden de inwoners opgeschrikt door een tsunami. Hierbij werden dorpen met de grond gelijk gemaakt en vielen 52 doden.
In november 2021 waren er wijdverspreide onlusten op de eilanden, waarbij 3 doden vielen. De demonstranten voelden zich achtergesteld door de regering. Ook klonk er woede over de toenadering van de eilandengroep tot China. Premier Sogavara had de betrekkingen met Taiwan verbroken, ten gunste van China. In maart 2022 tekende de regering van de Salomonseilanden met de Chinese Volksrepubliek (PRC) een intentieverklaring over samenwerking op het gebied van openbare veiligheid, o.a. bewapening en training van de politie. Westerse landen vrezen, dat dit kan leiden tot militaire samenwerking met, en in het uiterste scenario tot een kolonisatie door China.
De Salomonseilanden zijn een Commonwealth realm. Het staatshoofd is de Britse koning Charles III als zijnde de Koning van de Salomonseilanden. Het staatshoofd wordt in de praktijk vertegenwoordigd door een gouverneur-generaal.

## Bestuurlijke indeling

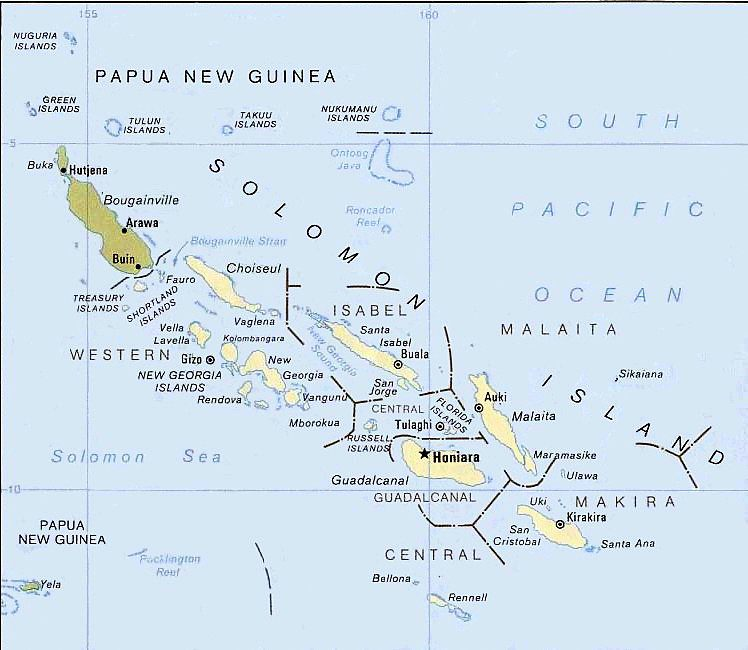
De Salomonseilanden

De Salomonseilanden zijn verdeeld in negen provincies en een hoofdstedelijk gewest (Honiara) (de provinciale hoofdsteden staan tussen haakjes):
1. Central (Tulagi)
2. Choiseul (Taro Island)
3. Guadalcanal (Honiara)
4. Isabel (Buala)
5. Makira (Kirakira)
6. Malaita (Auki)
7. Rennell-Bellona (Tigoa)
8. Temotu (Lata)
9. Western (Gizo)

De provincies zijn verder verdeeld in afdelingen (wards).

## Natuurrampen
De eilanden worden regelmatig geteisterd door orkanen. Daarom worden de hutten waarin de mensen wonen laag op de grond gebouwd.

### Orkaan Zoe
In december 2002 werden twee eilanden geraakt door het oog van de cycloon Zoe, een tropische storm van de zwaarste categorie met windsnelheden tot 300 km/h. De cycloon veroorzaakte een opstuwing van het zeewater met 5 meter. De getroffen eilanden waren Tikopia, Fatutaka en Anuta waarop in totaal 3000 tot 4000 mensen wonen. Tikopia is het grootste en is 5 kilometer lang. Dit zijn vulkanische eilanden van de Santa Cruzgroep. De Santa Cruzeilanden liggen op 960 kilometer afstand van Honiara en zijn alleen per schip bereikbaar, want er is geen luchthaven. Volgens de berichten waren de verwoestingen enorm, maar de meeste mensen hebben zich in veiligheid kunnen brengen.

### Zeebeving en tsunami 2007
Op 1 april 2007 vond in de buurt van de Salomonseilanden een hevige zeebeving plaats met kracht 8,1 op de schaal van Richter. Het epicentrum lag op zo'n 40 km van het eiland Gizo.
Een uur of twee na de beving trof een tsunami de Salomonseilanden. Een watermassa van enkele meters hoog veroorzaakte grote schade aan diverse plaatsen, waarbij enkele tientallen slachtoffers vielen en duizenden mensen dakloos werden.

### Andere natuurrampen
- Aardbeving Salomonseilanden april 2010

## Geografie en demografie

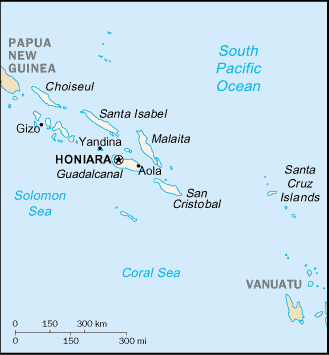
Kaart van de Salomonseilanden

- Hoogste punt: Mount Popomanaseu (2335 meter)
- Levensverwachting: 69 jaar
- Talen: Engels (officiële taal), Pidgin-Engels, 87 regionale en lokale talen
- Religie: 34% Anglicaans, 19% rooms-katholiek, 17% Methodisten

## Economie
- Munt: Salomon-dollar (SI$) = 100 cent; koers (2022): 1 SI$ = 0,117€
- BNP: US$ 278 miljoen (US$ 620 per persoon); dalende